# Česko na zimních olympijských hrách
Česká republika se olympijských her poprvé účastnila jako samostatný stát v roce 1994 a od té doby se zúčastnila všech letních i zimních olympijských her. V letech 1920 až 1992 soutěžili čeští sportovci za Československo a v letech 1900 až 1912 za Čechy.
Národním olympijským výborem pro Česko je Český olympijský výbor, který byl původně založen v roce 1899 a ve své současné podobě byl Mezinárodním olympijským výborem uznán v roce 1993.
Sportovci z České republiky vyhráli na zimních olympijských hrách od roku 1994 celkově 34 medailí, především v běhu na lyžích, rychlobruslení a biatlonu.

## Účast
| Poř.   | ZOH / Město / Země                | Článek            | Zlatá olympijská medaile | Stříbrná olympijská medaile | Bronzová olympijská medaile | Celkem | Uděleno celkem | Podíl | Pořadí zemí |
| ------ | --------------------------------- | ----------------- | ------------------------ | --------------------------- | --------------------------- | ------ | -------------- | ----- | ----------- |
| 17.    | 1994 Lillehammer ( Norsko)        | Česko na ZOH 1994 | 0                        | 0                           | 0                           | 0      | 183            | 0,0 % | –           |
| 18.    | 1998 Nagano ( Japonsko)           | Česko na ZOH 1998 | 1                        | 1                           | 1                           | 3      | 205            | 1,5 % | 14.         |
| 19.    | 2002 Salt Lake City ( USA)        | Česko na ZOH 2002 | 1                        | 2                           | 0                           | 3      | 234            | 1,3 % | 16.         |
| 20.    | 2006 Turín ( Itálie)              | Česko na ZOH 2006 | 1                        | 2                           | 1                           | 4      | 252            | 1,6 % | 15.         |
| 21.    | 2010 Vancouver ( Kanada)          | Česko na ZOH 2010 | 2                        | 0                           | 4                           | 6      | 258            | 2,3 % | 14.         |
| 22.    | 2014 Soči ( Rusko)                | Česko na ZOH 2014 | 2                        | 4                           | 3                           | 9      | 294            | 3,1 % | 15.         |
| 23.    | 2018 Pchjongčchang ( Jižní Korea) | Česko na ZOH 2018 | 2                        | 2                           | 3                           | 7      | 307            | 2,3 % | 14.         |
| 24.    | 2022 Peking ( Čína)               | Česko na ZOH 2022 | 1                        | 0                           | 1                           | 2      | 328            | 0,6 % | 21.         |
| Celkem | Celkem                            | Celkem            | 10                       | 11                          | 13                          | 34     | 2061           | 1,6 % |             |

### Medaile podle sportů
| Sport                | Zlato | Stříbro | Bronz | Celkem | Odkaz |
| -------------------- | ----- | ------- | ----- | ------ | ----- |
| Rychlobruslení       | 3     | 2       | 3     | 8      |       |
| Snowboarding         | 3     | 0       | 1     | 4      |       |
| Běh na lyžích        | 1     | 5       | 3     | 9      |       |
| Lední hokej          | 1     | 0       | 1     | 2      |       |
| Alpské lyžování      | 1     | 0       | 1     | 2      |       |
| Akrobatické lyžování | 1     | 0       | 0     | 1      |       |
| Biatlon              | 0     | 4       | 4     | 8      |       |
| Celkem               | 10    | 11      | 13    | 34     |       |

## Medailisté
| Rok  | Dějiště        | Olympionici | Disciplína                                |
| ---- | -------------- | --- | ----------------------------------------- |
| 1998 | Nagano         | Dominik Hašek, Milan Hnilička, Roman Čechmánek, František Kučera, Libor Procházka, Jaroslav Špaček, Petr Svoboda, Richard Šmehlík, Roman Hamrlík, Jiří Šlégr, Pavel Patera, Robert Lang, Jan Čaloun, Martin Procházka, Robert Reichel, David Moravec, Milan Hejduk, Martin Ručinský, Martin Straka, Jiří Dopita, Josef Beránek, Jaromír Jágr, Vladimír Růžička                | lední hokej                               |
| 2002 | Salt Lake City | Aleš Valenta | akrobatické lyžování – skoky              |
| 2006 | Turín          | Kateřina Neumannová | běh na lyžích – 30 km volně               |
| 2010 | Vancouver      | Martina Sáblíková | rychlobruslení – 3000 m                   |
| 2010 | Vancouver      | Martina Sáblíková | rychlobruslení – 5000 m                   |
| 2014 | Soči           | Eva Samková | snowboarding – snowboardcross             |
| 2014 | Soči           | Martina Sáblíková | rychlobruslení – 5000 m                   |
| 2018 | Pchjongčchang  | Ester Ledecká | alpské lyžování – superobří slalom        |
| 2018 | Pchjongčchang  | Ester Ledecká | snowboarding – paralelní obří slalom      |
| 2022 | Peking         | Ester Ledecká | snowboarding – paralelní obří slalom      |
| 1998 | Nagano         | Kateřina Neumannová | běh na lyžích – 5 km klasicky             |
| 2002 | Salt Lake City | Kateřina Neumannová | běh na lyžích – 15 km volně               |
| 2002 | Salt Lake City | Kateřina Neumannová | běh na lyžích – 2×5 km stíhací závod      |
| 2006 | Turín          | Kateřina Neumannová | běh na lyžích – skiatlon                  |
| 2006 | Turín          | Lukáš Bauer | běh na lyžích – 15 km klasicky            |
| 2014 | Soči           | Martina Sáblíková | rychlobruslení – 3000 m                   |
| 2014 | Soči           | Ondřej Moravec | biatlon – stíhací závod                   |
| 2014 | Soči           | Gabriela Soukalová | biatlon – závod s hromadným startem       |
| 2014 | Soči           | Veronika Vítková, Gabriela Soukalová, Jaroslav Soukup, Ondřej Moravec | biatlon – smíšená štafeta                 |
| 2018 | Pchjongčchang  | Michal Krčmář | biatlon – sprint                          |
| 2018 | Pchjongčchang  | Martina Sáblíková | rychlobruslení – 5000 m                   |
| 1998 | Nagano         | Kateřina Neumannová | běh na lyžích – 10 km volně stíhací závod |
| 2006 | Turín          | Milan Hnilička, Dominik Hašek, Tomáš Vokoun, Dušan Salfický, Filip Kuba, František Kaberle, Pavel Kubina, Marek Malík, Jaroslav Špaček, Marek Židlický, Tomáš Kaberle, Jan Bulis, Petr Čajánek, Martin Erat, Patrik Eliáš, Milan Hejduk, Aleš Hemský, Jaromír Jágr, Aleš Kotalík, Robert Lang, Rostislav Olesz, Václav Prospal, Martin Ručinský, Martin Straka, David Výborný | lední hokej                               |
| 2010 | Vancouver      | Lukáš Bauer | běh na lyžích – 15 km volně               |
| 2010 | Vancouver      | Martin Jakš, Lukáš Bauer, Jiří Magál, Martin Koukal | běh na lyžích – štafeta 4×10 km           |
| 2010 | Vancouver      | Martina Sáblíková | rychlobruslení – 1500 m                   |
| 2010 | Vancouver      | Šárka Záhrobská | alpské lyžování – slalom                  |
| 2014 | Soči           | Jaroslav Soukup | biatlon – sprint                          |
| 2014 | Soči           | Ondřej Moravec | biatlon – závod s hromadným startem       |
| 2014 | Soči           | Eva Puskarčíková, Gabriela Soukalová, Jitka Landová, Veronika Vítková | biatlon – štafeta ženy                    |
| 2018 | Pchjongčchang  | Veronika Vítková | biatlon – sprint                          |
| 2018 | Pchjongčchang  | Eva Samková | snowboarding – snowboardcross             |
| 2018 | Pchjongčchang  | Karolína Erbanová | rychlobruslení – 500 m                    |
| 2022 | Peking         | Martina Sáblíková | rychlobruslení – 5000 m                   |

## Vlajkonoši

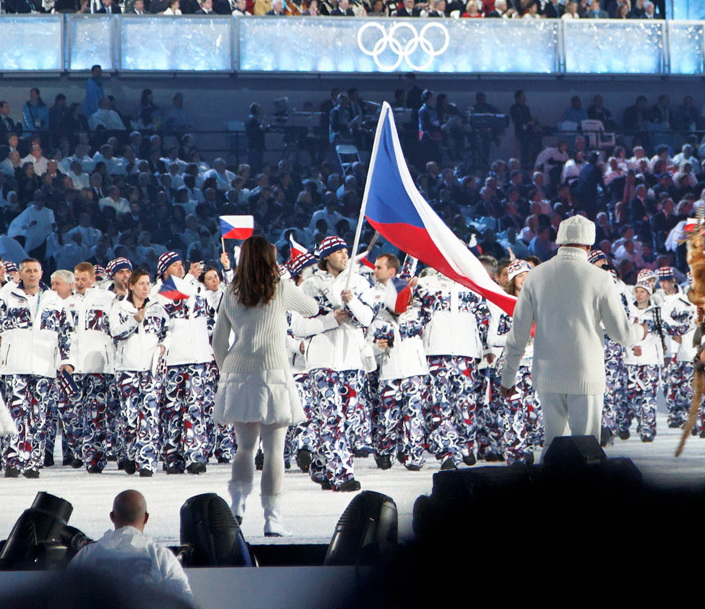
Jaromír Jágr, vlajkonoš na ZOH 2010 ve Vancouveru

Uvedeni jsou vlajkonoši na zahajovacím ceremoniálu příslušných olympijských her.
| Rok  | Dějiště        | Vlajkonoš                  | Sport                     |
| ---- | -------------- | -------------------------- | ------------------------- |
| 1994 | Lillehammer    | Pavel Benc                 | běh na lyžích             |
| 1998 | Nagano         | Luboš Buchta               | běh na lyžích             |
| 2002 | Salt Lake City | Aleš Valenta               | akrobatické lyžování      |
| 2006 | Turín          | Martina Sáblíková          | rychlobruslení            |
| 2010 | Vancouver      | Jaromír Jágr               | lední hokej               |
| 2014 | Soči           | Šárka Strachová            | alpské lyžování           |
| 2018 | Pchjongčchang  | Eva Samková                | snowboarding              |
| 2022 | Peking         | Alena Mills Michal Březina | lední hokej krasobruslení |